# 江苏省丹阳高级中学
江苏省丹阳高级中学，1941年创办于四川青木关（今重庆市青木关镇），前身为“国立社会教育学院附属中学”，1946年迁至丹阳夫子庙。后几度易名，于1996年更名为江苏省丹阳高级中学。2022年，增挂校名南京大学附属丹阳中学。
学校2004年入选江苏省四星级高中，2019入选江苏省高品质示范高中建设立项学校。

## 现状
现占地150余亩，有56个教学班，2800多名学生，250多位教职工。

## 校训和校风
- 校训——厚德  明理  笃行
- 校风——爱国  勤奋  创新
- 教风——爱生  博学  善教
- 学风——勤学  善思  进取[2]

## 知名校友
- 刘明康
- 黄衍
- 周俊 (科学家)
- 钱清泉
- 郭亚姗